# 大出菜々子
大出 菜々子（おおで ななこ、2000年2月23日 - ）は日本の女優。元子役。
京都府出身。サンミュージックブレーン所属。

## 人物
サンミュージックアカデミー大阪校出身（第26期生）。
身長158cm。体重43kg。B77cm、W62cm、H82cm。靴22cm。
趣味は音楽鑑賞（洋楽、K-POP）、読書。
特技はヒップホップダンス、茶道。
初主演を務めた映画『茜色の約束 サンバdo金魚』の塩崎祥平監督は「とびきり上品な子なんだ」と評している。
約2年の芸能活動休止を経て、2016年に伊藤園「お〜いお茶」のCMで芸能活動を再開した。
2020年、1月16日より公式インスタグラムを開設。

## 出演

### テレビドラマ
- 子ほめ（2007年12月8日、関西テレビ）
- 鞍馬天狗（2008年1月17日 - 3月6日、NHK総合）
- その男、副署長〜京都河原町署事件ファイル 第2シリーズ 第5話（2008年7月31日、テレビ朝日） - 三塚桜（少女期） 役
- 寧〜おんな太閤記（2009年1月2日、テレビ東京） - お初（幼少期） 役
- おみやさん 第7シリーズ 第1話（2010年4月15日、テレビ朝日） - 盛田由香里（幼少期） 役
- 天使の代理人 第38話（2010年10月28日、東海テレビ） - 桐山冬子（幼少期） 役
- 水戸黄門 第42部 第20話（2011年3月7日、TBS） - さと 役
- さくら心中 第3話（2011年1月7日、東海テレビ） - 宗形桜子（9歳） 役
- 連続テレビ小説 おひさま 第11 - 24週（2011年6月16日 - 9月16日、NHK） - 倉田杏子（9歳 - 12歳） 役
- ジウ 警視庁特殊犯捜査係 第5 - 最終話（2011年8月26日 - 9月23日、テレビ朝日） - 本木沙耶華 役
- 13歳のハローワーク 第1話（2012年1月13日、テレビ朝日） - 木下貴子 役
- 大河ドラマ
  - 平清盛 第20 - 22回（2012年5月20日 - 6月3日、NHK） - 藤原経子 役
  - 真田丸 第39回 - （2016年10月2日 - 12月18日、NHK） - 梅 役
- 37歳で医者になった僕〜研修医純情物語〜 第5話（2012年5月8日、関西テレビ） - 黒川葵 役
- 呪報2405 ワタシが死ぬ理由 第1話（2012年7月12日、関西テレビ） - 登川里美 役
- 家族、貸します〜ファミリー・コンプレックス〜（2012年7月27日、日本テレビ） - 黒田利里佳 役
- GTO 秋も鬼暴れスペシャル（2012年10月2日、関西テレビ） - 大垣郁子 役
- 尾根のかなたに〜父と息子の日航機墜落事故〜 前編・後編（2012年10月7日・14日、WOWOW） - タエ 役
- 家族ゲーム 第4 - 5話（2013年5月8日 - 15日、フジテレビ）
- はじまりの歌（2013年9月23日、NHK） - 中原美波（中学生時代） 役[注釈 1]
- 天国の恋（2013年10月28日 - 12月27日、東海テレビ） - 埴生美亜 役
- ABC創立65周年記念 第1回 劇的!ABCドラマグランプリ〜笑いと涙の120分 「座敷おやじ」（2016年11月3日、ABC） - ハル 役
- 五年目のひとり（2016年11月19日、テレビ朝日）
- 緊急取調室 第4話（2017年5月11日、テレビ朝日） - 橋本文美 役
- 赤ひげ 第5回（2017年12月1日、NHK BSプレミアム） - おとよ 役
- ウルトラマンR/B 第8話、第9話（2018年8月25日・9月1日、テレビ東京） - ななか 役
- ラジエーションハウス〜放射線科の診断レポート〜（フジテレビ） - 威能理佐子 役
  - 第1シリーズ 第5話（2019年5月6日）
  - 特別編～旅立ち～（2019年6月24日）
- 閻魔堂沙羅の推理奇譚 第2話（2020年11月7日、NHKよるドラ） - 栗竹七菜香 役
- さまよう刃 第1話、第2話 (2021年5月17日 - 24日、WOWOW） - 横田ユリ 役
- 遺留捜査 第7シーズン 第6話 (2022年8月18日、テレビ朝日） - 磯貝美希 役
- コンビニ★ヒーローズ〜あなたのSOSいただきました!!〜 第4話（2022年11月2日、関西テレビ 他） - ミカ 役[5]
- わたしの一番最悪なともだち 第10回（2023年9月5日、NHK総合） - 西野由佳 役
- 科捜研の女 season24 第7話（2024年8月21日、テレビ朝日） -白崎美玖 役
- アイシー〜瞬間記憶捜査・柊班〜 第7話・第8話（2025年3月4日・11日、フジテレビ） - 花形紗奈 役[6]

### ラジオドラマ
- 青春アドベンチャー エヴリシング・フロウズ（2017年6月26日 - 7月7日、NHK-FM）

### 映画
- それでも花は咲いていく 「エーデルワイス」（2011年5月7日、ケイダッシュステージ / リンクライツ） - 安藤奈美 役
- 小川の辺（2011年7月2日、東映）
- 茜色の約束-サンバDO金魚-（2012年2月25日、百米映画社） - 主演・嶋田花子 役
- おかえり、はやぶさ（2012年3月10日、松竹） - 福井れな 役
- おおかみこどもの雨と雪（2012年7月21日、東宝）
- バケモノの子（2015年7月11日、東宝） - 家出少女 役（声）
- 見えない目撃者(2019年9月、東映)  -京子 役
- 心霊喫茶「エクストラ」の秘密-The Real Exorcist-（2020年5月、日活） - 小野寺ユキ 役
- となりの肯定ペンギン(2020年12月26日よりYouTubeにて無料公開) -なぎさ 役

### 配信ドラマ
今際の国のアリス 1話　(2020年12月10日より世界同時配信、Netflix) ミナミ 役

### その他テレビ番組
- 日本史サスペンス劇場（2009年2月11日、日本テレビ） - 夏目筆子 / 武士の娘 役
- 歴史秘話ヒストリア 感動!「万葉集」ヒットパレード〜なぜ日本人は歌が好き?〜（2011年2月16日、NHK総合） - 額田王（少女期） 役
- 歴史探偵 戦国ご当地大名シリーズ　最上義光（2024年10月9日、NHK総合） - 駒姫 役

### CM
- 茨城県米穀 コシヒカリ（2008年）
- 生駒山上遊園地（2008年）
- 若草食品（2008年）
- ケイ・オプティコム（2010年）
- なとり チーズ鱈（2012年4月 - ）
- 伊藤園 お〜いお茶
  - 「氷水出しはじめました篇」（2016年6月）
  - 「抹茶にも旬があったんだ篇」（2016年12月）
- 敷島住宅 「住んでよかった編」（2017年9月）
- 花王 マイカジ 「きれいはあたたかい」（2018年4月）
- ヤマサ醤油株式会社 「絹しょうゆ減塩」大きなおにぎり篇 / マツコのお弁当篇　(2019年9月)
- ピカハウス (2020年12月)
- タブチ(2021年4月)
- 小林製薬 ケシミン(メンズケシミンプレミアム) 「池の女神篇」（2023年）

### ミュージックビデオ
- DADAROMA「造花とカラシニコフ」（2016年11月）

### 舞台
- コースト・オブ・ユートピア - ユートピアの岸へ III部（2009年、Bunkamuraシアターコクーン） - タータ 役 / オリガ 役<[注釈 2]